# Partido Libertad, Unidad y Solidaridad
El Partido Libertad, Unidad y Solidaridad (en rumano: Partidul Libertății, Unității și Solidarității, PLUS) fue un partido político rumano de orientación centrista y proeuropeo fundado el 26 de octubre de 2018. El partido, cuyo presidente es Dacian Cioloş, ex primer ministro de Rumanía, tuvo su origen en el movimiento Rumanía Juntos, un proyecto que abandonaron debido al retraso en su aprobación por las cortes.

## Historia

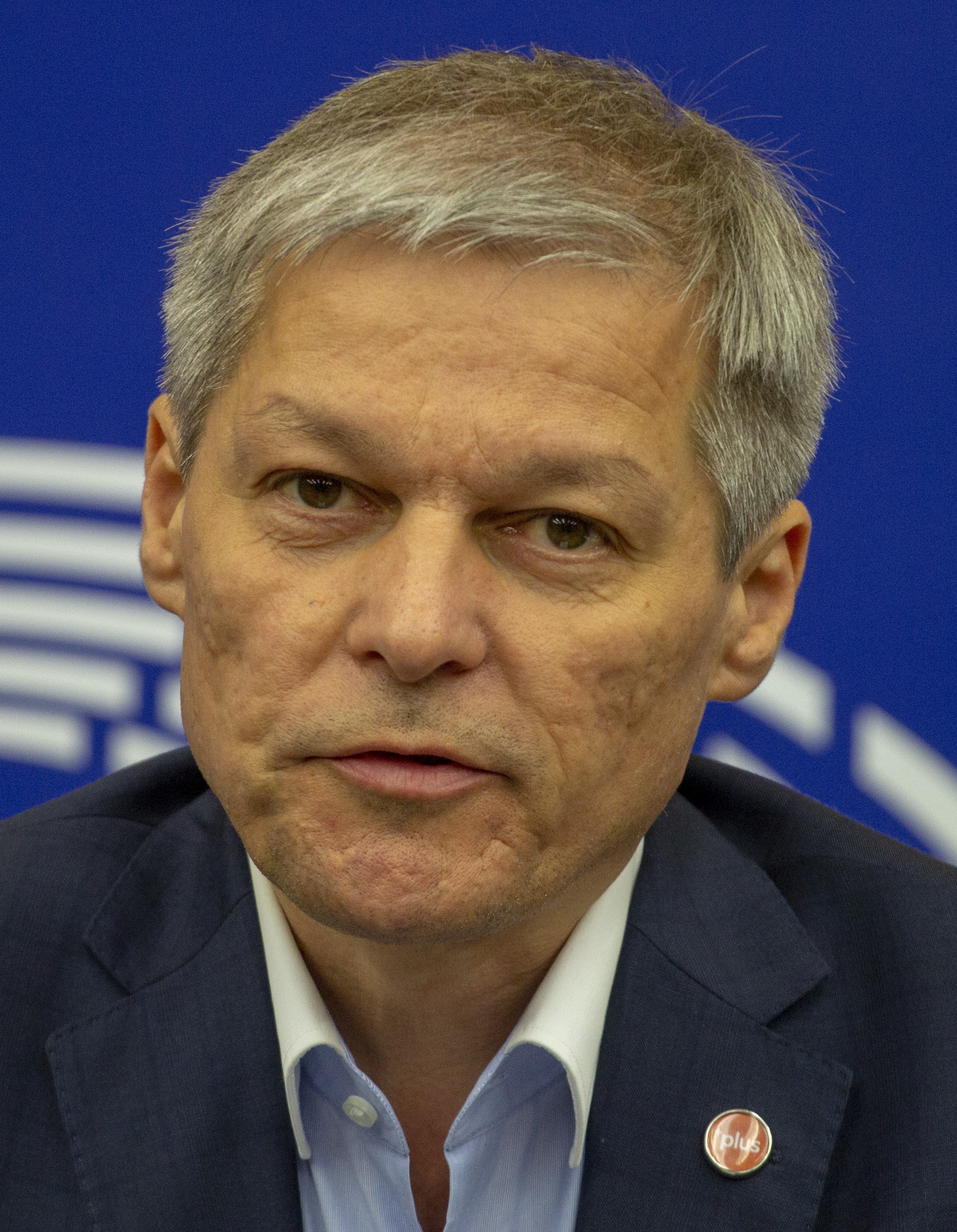
Dacian Cioloș - presidente del partido

El 30 de marzo de 2018, el ex primer ministro de Rumanía, Dacian Cioloș, anunció sus planes de establecer un nuevo partido político, el Movimiento Rumanía Juntos (Mișcarea România Împreună), junto con algunos de los exmiembros del gabinete de Cioloș, como Dragoș Pîslaru, Vlad Voiculescu, Alin Mituța, Dragoș Tudorache y Anca Dragu. A pesar de que el partido ganó notoriedad en los meses siguientes y apareció en varias encuestas de opinión, su registro oficial nunca se finalizó debido a varias apelaciones y retrasos en el proceso legal, que Cioloș afirmó tenían motivaciones políticas.
Después de casi 9 meses, el 15 de diciembre, Cioloș anunció en Cluj-Napoca que el Partido Libertad, Unidad y Solidaridad (Partidul Libertății, Unității și Solidarității, PLUS) fue registrado por tres de sus colegas, "que comparten los mismos valores, los mismos principios, gente anónima, pero que quería dar una mano ”. También afirmó que el esfuerzo anterior, el Movimiento Rumanía Juntos, será abandonado y que él y su equipo se centrarán en el desarrollo del nuevo partido. Tras el anuncio, más de 7.500 personas solicitaron unirse al partido en 24 horas.
La primera Convención Nacional de PLUS, que tenía la función de elegir al presidente y al Consejo Nacional de la organización, tuvo lugar en Bucarest el 26 de enero de 2019. Dacian Cioloș fue elegido presidente con el 99,17% de los votos. Tras haber anunciado previamente su intención de participar en las elecciones al Parlamento Europeo, Cioloș también fue elegido para encabezar la lista del PLUS para las elecciones europeas.
El eurodiputado Cristian Preda anunció el 29 de enero que se uniría a PLUS, lo que permitirá que el partido tenga delegados en todos los cargos electorales.
En la noche del 2 de febrero de 2019, se anunció en Facebook que PLUS y Unión Salvar Rumania formarían la Alianza USR-PLUS 2020, que participará en las elecciones al Parlamento Europeo de 2019.
Si bien el partido no es miembro del Partido Alianza de los Demócratas y Liberales por Europa, todos sus diputados al Parlamento Europeo son miembros individuales de este partido político europeo.

## Ideología
PLUS aún no ha definido claramente su ideología política. Sin embargo, ha publicado un manifiesto en su sitio web, en el que expresa su apoyo a la libertad, la justicia social, la transparencia en la administración pública, así como su compromiso con la membresía de Rumanía en la Unión Europea y la OTAN. Cioloș, presidente del partido, afirmó en una entrevista que PLUS está situado en el centro, zona de centroderecha.

## Historia electoral

### Elecciones legislativas
| Elección | Cámara  | Cámara | Cámara   | Senado  | Senado | Senado   | Posición                    |
| Elección | Votos   | %      | Asientos | Votos   | %      | Asientos | Posición                    |
| -------- | ------- | ------ | -------- | ------- | ------ | -------- | --------------------------- |
| 2020     | 906,962 | 15,37% | 17/329   | 936.862 | 15,86% | 8/136    | 3ro (dentro de USR-PLUS ) 1 |

### Elecciones locales
| Elección | Concejales del condado (CJ) | Concejales del condado (CJ) | Concejales del condado (CJ) | Alcaldes | Alcaldes | Alcaldes | Concejales Locales (CL) | Concejales Locales (CL) | Concejales Locales (CL) | Voto popular | %    | Posición |
| Elección | Votos                       | %                           | Asientos                    | Votos    | %        | Asientos | Votos                   | %                       | Asientos                | Voto popular | %    | Posición |
| -------- | --------------------------- | --------------------------- | --------------------------- | -------- | -------- | -------- | ----------------------- | ----------------------- | ----------------------- | ------------ | ---- | -------- |
| 2020     | 478,659                     | 6,65%                       | 65/1340                     | 490,362  | 6,58%    | 28/3176  | 504,563                 | 6,85%                   | 1207/39 900             | 696.478      | 8,89 | USR-PLUS |

### Elecciones presidenciales
| Elección | Candidato | Primera ronda | Primera ronda | Primera ronda | Segunda ronda | Segunda ronda | Segunda ronda |
| Elección | Candidato | Votos         | Porcentaje    | Posición      | Votos         | Porcentaje    | Posición      |
| -------- | --------- | ------------- | ------------- | ------------- | ------------- | ------------- | ------------- |
| 2019     | Dan Barna | 1,384,450     | 15,02%        | 3ro           |               |               |               |

### Elecciones europeas
| Elección | Votos     | Porcentaje | Eurodiputados | Posición                    | Partido de la UE | Grupo EP            |
| -------- | --------- | ---------- | ------------- | --------------------------- | ---------------- | ------------------- |
| 2019     | 2,028,236 | 22,36%     | 4/32          | 3ro (dentro de USR-PLUS ) 1 | Partido ALDE     | Renovar Europa (RE) |